# Госэн вакасю

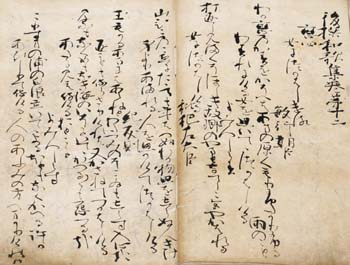
Госэн вакасю. Фрагмент рукописи

Госэн вакасю (後撰和歌集 — «Позднее составленное собрание японских песен»  сокр. «Госэнсю») — антология поэзии вака, составленная в середине X века (951 г.) по распоряжению императора Мураками (тэнно Мураками). 
Составлен комитетом из пяти поэтов и критиков, называемом «Пятёркой грушевого павильона» (梨壺の五人 Насицубо но гонин) во главе с Онакатоми Ёсинобу: 
- Онокатоми-но Ёсинобу (922—991)
- Киёхара-но Мотосукэ (908—990)
- Минамото-но Ситагё (911—983)
- Ки-но Токибуми (процветал ок. 950)
- Саканоуэ-но Мотики (процветал ок. 950)

Антология включает в себя 1426 стихотворений. В неё вошли в первую очередь стихотворения, предполагавшиеся для включения в антологию «Кокинсю», но по каким-то причинам отвергнутые составителями. Антология интересна большими прозаическими пассажами, предшествоющими некоторым стихотворениям.
Среди авторов антологии:
- Госпожа Укон
- Император Тэндзи
- Минамото-но Хитоси
- Оно-но Комати
- Осикоти-но Мицунэ
- Фудзивара-но Ацутада
- Фудзивара-но Асатада
- Фудзивара-но Такамицу
- Фудзивара-но Тосиюки
- Фудзивара-но Канэсукэ
- Харумити-но Цураки и  др.